# Salofen

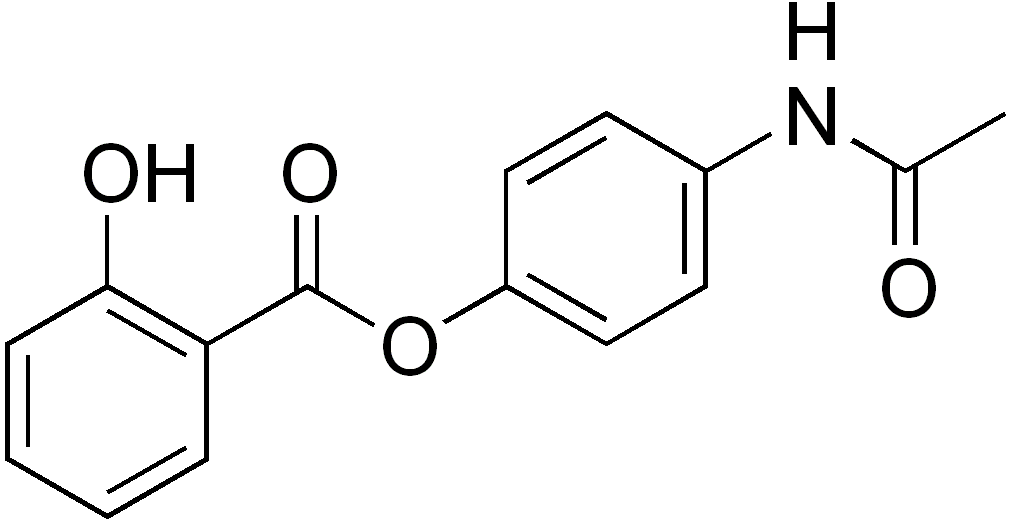
Strukturformel för salofen

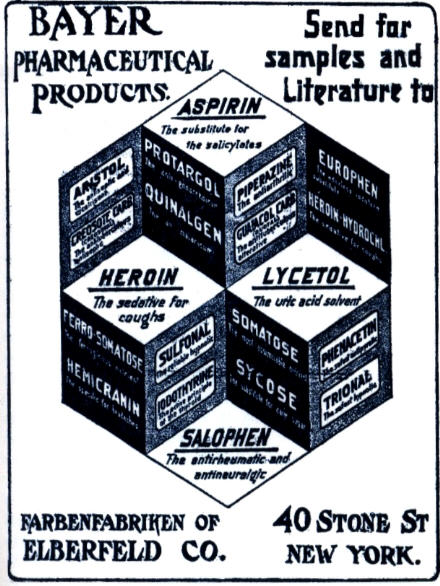
Gammal amerikansk annons från Bayer för bland annat salofen.

Salofen, acetaminosalol eller acetyl-para-aminofenylsalicylat (summaformel C15H13NO4) är ett äldre smärtstillande och febernedsättande läkemedel. Det utgörs av vita kristaller utan lukt och smak, som är nästan olösliga i vatten, och lösliga i alkohol och eter.
I likhet med salol sönderdelas salofen först i tarmen till salicylsyra och paracetamol, som tas upp och verkar febernedsättande. Medlet ansågs mildare än salicylsyra och salol. Det gavs i doser av 0,5-1,5 g upp till 4 gånger dagligen vid reumatiska åkommor, influensa och dylikt.